# المعهد الوطني للتغذية والتكنولوجيا الغذائية
المعهد الوطني للتغذية والتكنولوجيا الغذائية (أو اختصارًا المعهد الوطني للتغذية أو معهد التغذية) هو مستشفى جامعي يقع بحي باب سعدون بمدينة تونس. يحوي المعهد الوطني للتغذية والتكنولوجيا الغذائية عدة أقسام في التغذية والسمنة والسكري وارتفاع نسبة الكولستيرول وأقسام مخبرية وتصوير طبي.